# Le Poète danois
Pour plus de détails, voir Fiche technique et Distribution.
Le Poète danois (titre norvégien Den danske dikteren) est un film d'animation norvégien et canadien réalisé par Torill Kove et sorti en 2006.

## Synopsis
Est-il possible de tracer les évènements qui ont abouti à votre naissance ? Votre existence est-elle juste une coïncidence ? Le narrateur pose ces questions alors que nous partons en voyage avec Kaspar, un poète.

## Fiche technique
- Titre anglais : The Danish Poet
- Titre norvégien : Den danske dikteren
- Titre français : Le Poète danois
- Réalisation : Torill Kove
- Coproduction : Office national du film du Canada, Mikrofilm AS
- Musique : Kevin Dean
- Durée : 15 minutes
- Dates de sortie : 
  - Allemagne : 15 février 2006
  - États-Unis : octobre 2006 (Festival du film de Chicago)

## Distribution
- Liv Ullmann : narratrice (versions norvégienne et originale anglaise)
- Marie Tifo : narratrice (version française)

## Nominations et récompenses
- Le film obtient l'Oscar du meilleur court métrage d'animation en 2007[2].
- Meilleur film d'animation à la 27e cérémonie des prix Génie.
- Meilleur court-métrage d'animation au Festival de New York.